# Кубок России по современному пятиборью среди женщин 1997
Кубок России по современному пятиборью среди женщин 1997 года проходил в Москве (спортивная база "Северный") с 08 по 12 марта 1997 года. Медали разыгрывались в личном и командном первенстве. На старт вышли спортсменки, которые представляли регионы и города России. Так же в соревнованиях принимали участие пятиборки из Белоруссии.
В результате турнирной борьбы обладательницей Кубка России 1997 года стала Елена Сергеева (Фенина).

## Кубок России. Женщины.
- Личное первенство.

| Дисциплина        | Золото                         | Серебро                            | Бронза                          |
| Личное первенство | Елена Сергеева · Москва · 5391 | Елизавета Суворова · Москва · 5270 | Ольга Мухортова · Москва · 5217 |

- Командное первенство.

| Дисциплина        | Золото                                                                         | Серебро                               | Бронза                              |
| Личное первенство | Москва-Динамо · Елена Сергеева · Елизавета Суворова · Ольга Мухортова · 12 822 | Беларусь-2 · Коршикова Ирина · 11 877 | Беларусь-1 · Пугач Наталья · 11 575 |

- Итоговая таблица.

Личное первенство.
| Место | Спортсмен               | Город    | Сумма |
| ----- | ----------------------- | -------- | ----- |
| 1.    | Сергеева (Фенина) Елена | Москва   | 5391  |
| 2.    | Суворова Елизавета      | Москва   | 55270 |
| 3.    | Мухортова Ольга         | Москва   | 5217  |
| 4.    | Пугач Наталья           | Беларусь | 5100  |
| 5.    | Воронович Ольга         | Москва   | 5028  |
| 6.    | Коршикова Ирина         | Беларусь | 5014  |